# Oecothea hamulifera
Oecothea hamulifera är en tvåvingeart som beskrevs av Gorodkov 1959. Oecothea hamulifera ingår i släktet Oecothea och familjen myllflugor. Inga underarter finns listade i Catalogue of Life.